# Dan Grădinaru

Dan Grădinaru

Dan Grădinaru (n. 18 iulie 1951, Pucioasa, județul Dâmbovița) este un prozator, critic și istoric literar  român.

## Studii și activitate profesională
A absolvit în anul 1970 Liceul Aurel Vlaicu din București, Facultatea de Litere a Universității București 1970-1976. În anul 1987 a absolvit Facultatea de Drept din cadrul Universității Babeș-Bolyai Cluj-Napoca. Din anul 1999 devine doctor în Litere al Universității București cu o teză despre Ion Creangă, îndrumator prof. Eugen Simion. Membru al Uniunii Scriitorilor din Romania, 2018.

## Volume publicate
Proză
- Patru povestiri, Editura Dacia, 1984
- Povestiri cu oameni și sălbăticiuni, Editura Cartea Românească, 1991
- Spiriduș sau August 1999 sau Sfârșitul lumii, roman, Editura Paralela 45, 2001
- Spiriduș, roman, Editura Nord Sud, 2013
- Imago, proze, Editura Nord Sud, 2013
- New York, New York, roman, Editura Nord Sud, 2014
- Povestiri din vremea revolutiei ale unui roman, Editura Nord Sud, 2016
- Maraton, roman, Editura Nord Sud, 2018

Critică și istorie literară
- Creangă. Monografie. Editura Allfa, 2002
- Creangă. Monografie. Editura Nord Sud, 2013
- Eminescu. Monografie. Editura Nord Sud, 2013
- Dimov. Monografie. Editura Nord Sud, 2014
- Alexandru Vacarescu: Insula Sf. Elefterie. Un geniu din secolul 18. Monografie. Editura Nord Sud, 2015
- Eminescu, poezii exuberante. Monografie. Editura Nord Sud, 2017
- Calendarul literaturii române pe 250 de ani. Doua volume. Editura Nord Sud 2019.

Literatură didactică
- Cum să reușești în treapta I. Examenul la română, Editura TIM, f.a.
- Comentariile la literatura română pentru admiterea în liceu, Editura Litera, f.a., Editura Albatros, 1998
- Comentariile la literatura română pentru bacalaureat, Editura Litera, f.a., Editura Albatros, 1998
- Teste de gramatică pentru examene - cls. a VIII-a, bacalaureat, facultate, Erc Press 2004

Antologii
- Gheorghe Crăciun și Viorel Marineasa, Generația 80 în proza scurtă, Editura Pararela 45, 1998